# Жуніур дус Сантус
Жу́ніур дус Са́нтус Алме́йда (порт. Junior dos Santos Almeida; *12 вересня 1984, Касадур, Санта-Катаріна, Бразилія) — бразильський спортсмен, спеціаліст зі змішаних бойових мистецтв (англ. MMA). Чемпіон світу зі змішаних бойових мистецтв у важкій ваговій категорії за версією UFC (2011 – 2012 роки).

## Кар'єра в змішаних бойових мистецтвах
Жуніур дус Сантус розпочав заняття спортом після закінчення школи. Його першим бойовим мистецтвом стало бразильське дзюдзюцу. Навичками цієї боротьби дус Сантус оволодівав під керівництвом Антоніу Родріґу Ноґейри. Із найбільших досягнень сам спортсмен виділяє перемоги на регіональних чемпіонатах Баїї з греплінгу та бразильського дзюдзюцу. У 2005 році дус Сантус почав вивчати ударну техніку: бокс та кікбоксинг. У 2006 році дебютував у змішаних єдиноборствах. Перші сім поєдинків провів на місцевому рівні, в Бразилії, здобувши рекорд 7-1-0.
У 2008 році Жуніур дус Сантус дебютував у Абсолютному бійцівському чемпіонаті (UFC). У першому ж бою переміг нокаутом досвідченого ветерана і багаторазового чемпіона світу з різних видів боротьби Фабрісіу Вердума, що стало значним апсетом. За високу техніку виконання вирішальної атаки був нагороджений премією «Нокаут вечора». За наступні два роки Жуніур провів в UFC ще п'ять поєдинків, чотири з яких виграв нокаутами. Переміг таких суперників як Мірко Філіпович та Ґабріел Ґонзаґа (за перемогу над Ґонзаґою отримав другу премію «Нокаут вечора»).

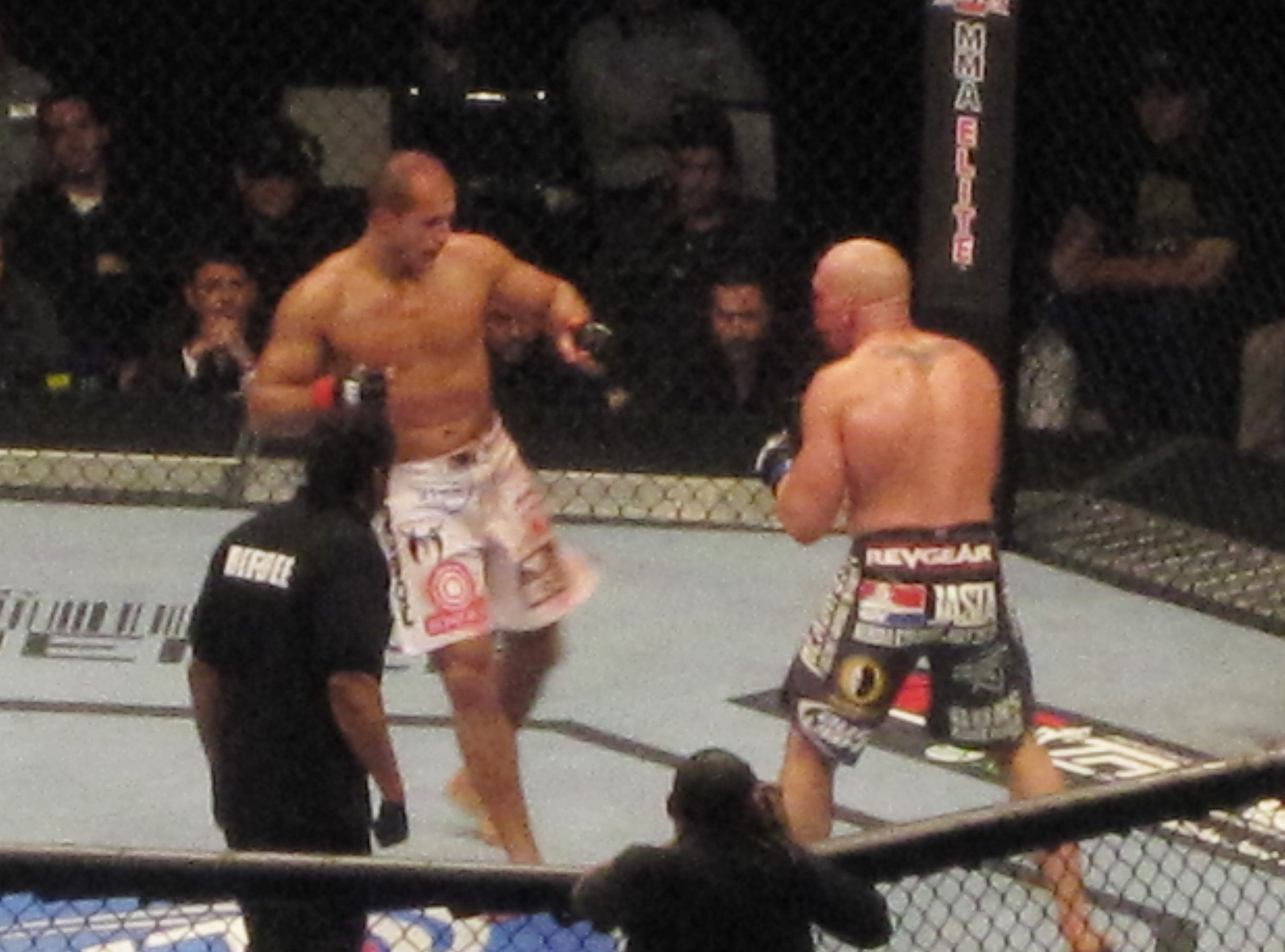
Жуніур дус Сантус в бою проти Шейна Карвіна. Ванкувер, 2011 рік.

У 2011 році, будучи непереможеним в межах UFC, Жуніур дус Сантус виходить на відбірковий бій за право оспорювати титул діючого чемпіона світу. Свого суперника, колишнього тимчасового чемпіона Шейна Карвіна, дус Сантус перемагає у домінуючому стилі у затяжному бою. Ця перемога виводить його на верхівку світових рейтингів важковаговиків, і він стає претендентом №1. Наприкінці року дус Сантус виходить на титульний бій проти діючого чемпіона світу Кейна Веласкеса. Протистояння двох найкращих бійців світу у вазі до 120 кг стало головною подією дебютного турніру UFC на національному каналі Fox. Поєдинок пройшов швидко: на 64-й секунді першого раунду претендент відправив чемпіона в нокаут. Цей ювілейний нокаут (десятий в кар'єрі) приніс Жуніуру дус Сантусу титул чемпіона світу, першу сходинку у світових рейтингах та премію «Нокаут вечора».
Навесні 2012 року дус Сантус захистив здобутий титул у бою проти екс-чемпіона світу Френка Міра. Напередодні Нового року дус Сантус провів другий бій проти екс-чемпіона Кейна Веласкеса. В ході бою дус Сантус був декласований опонентом, програвши і в ударній техніці, і в боротьбі, а також отримавши нокдаун та загальну значну шкоду від ударів Веласкеса.
У 2013 році дус Сантус провів поєдинок проти переможця Гран-прі K-1 Марка Ханта. Бій був насичений ударними розмінами, що принесло бійцям премію «Бій вечора». Наприкінці третього раунду змагання Жуніур дус Сантус нокаутував Марка Ханта ударом ногою з розвороту. Восени 2013 року дус Сантус утретє змагався проти Кейна Велскеса, за титул чемпіона світу. Цей поєдинок нагадував їх другу зустріч, втім, цього разу дус Сантус отримав істотнішу шкоду і зазнав поразки технічним нокаутом у п'ятому раунді.

### Бійцівський стиль
Бійцівський стиль Жуніура дус Сантуса характеризується поєднанням ударних технік (переважно бокс) та технік боротьби (переважно бразильське дзюдзюцу). Використання боротьби характерніше для дус Сантуса періоду 2006 – 2007 років, оскільки в подальшому він сконцентрувався на ударній техніці рук. Більша частина перемог Жуніура здобута шляхом нокауту (шість нокаутів від ударів руками, два — від футбольних ударів ногами). За високу техніку виконання ударних атак Жуніур дус Сантус був тричі нагороджений премією «Нокаут вечора».

### Особисте життя
Дус Сантус розлучений. За віросповіданням римо-католик.

## Статистика в змішаних бойових мистецтвах
| Результат | Противник            | Спосіб                               | Раунд | Час  | Дата              | Місце                           | Подія                | Примітки                                                                                |
| --------- | -------------------- | ------------------------------------ | ----- | ---- | ----------------- | ------------------------------- | -------------------- | --------------------------------------------------------------------------------------- |
|           | Олександр Волков     |                                      |       |      | 9 листопада 2019  | Москва, РФ                      | UFC Fight Night 163  |                                                                                         |
| Поразка   | Кейн Веласкес        | Технічний нокаут (удари кулаками)    | 5     | 3:09 | 19 жовтня 2013    | Х'юстон, США                    | «UFC 166»            | Бій за титул чемпіона у важкій ваговій категорії.                                       |
| Перемога  | Марк Хант            | Нокаут (удар ногою і удари кулаками) | 3     | 4:18 | 25 травня 2013    | Лас-Вегас, США                  | «UFC 160»            | Нагороджений премією «Бій вечора».                                                      |
| Поразка   | Кейн Веласкес        | Рішення суддів (одностайне)          | 5     | 5:00 | 29 грудня 2012    | Лас-Вегас, США                  | «UFC 155»            | Втратив титул чемпіона у важкій ваговій категорії.                                      |
| Перемога  | Френк Мір            | Технічний нокаут (удари кулаками)    | 2     | 3:04 | 26 травня 2012    | Лас-Вегас, США                  | «UFC 146»            | Захистив титул чемпіона у важкій ваговій категорії.                                     |
| Перемога  | Кейн Веласкес        | Нокаут (удари кулаками)              | 1     | 1:04 | 12 листопада 2011 | Анахайм, США                    | «UFC on Fox 1»       | Виграв титул чемпіона у важкій ваговій категорії. Нагороджений премією «Нокаут вечора». |
| Перемога  | Шейн Карвін          | Рішення суддів (одностайне)          | 3     | 5:00 | 11 червня 2011    | Ванкувер, Канада                | «UFC 131»            |                                                                                         |
| Перемога  | Рой Нельсон          | Рішення суддів (одностайне)          | 3     | 5:00 | 7 серпня 2010     | Окленд, США                     | «UFC 117»            |                                                                                         |
| Перемога  | Ґабріел Ґонзаґа      | Нокаут (удари кулаками)              | 1     | 3:53 | 21 березня 2010   | Брумфілд, США                   | «UFC on Versus 1»    | Нагороджений премією «Нокаут вечора».                                                   |
| Перемога  | Гілберт Айвел        | Технічний нокаут (удари кулаками)    | 1     | 2:07 | 2 січня 2010      | Лас-Вегас, США                  | «UFC 108»            |                                                                                         |
| Перемога  | Мірко Філіпович      | Підкорення (травма)                  | 3     | 2:00 | 19 вересня 2009   | Даллас, США                     | «UFC 103»            |                                                                                         |
| Перемога  | Стефан Струве        | Технічний нокаут (удари кулаками)    | 1     | 0:54 | 21 лютого 2009    | Лондон, Велика Британія         | «UFC 95»             |                                                                                         |
| Перемога  | Фабрісіу Вердум      | Нокаут (удари кулаками)              | 1     | 1:21 | 25 жовтня 2008    | Роузмонт, США                   | «UFC 90»             | Нагороджений премією «Нокаут вечора».                                                   |
| Перемога  | Жероніму дус Сантус  | Технічний нокаут (рішення лікаря)    | 1     | 0:44 | 24 травня 2008    | Салвадор, Бразилія              | «Demo Fight 3»       |                                                                                         |
| Поразка   | Жоакім Феррейра      | Підкорення (больовий прийом на руку) | 1     | 1:13 | 10 листопада 2007 | Сан-Паулу, Бразилія             | «MTL Final»          |                                                                                         |
| Перемога  | Жаїр Ґонсалвіс       | Нокаут (удар ногою)                  | 1     | 2:52 | 29 вересня 2007   | Сан-Паулу, Бразилія             | «MTL 2»              |                                                                                         |
| Перемога  | Жоакім Феррейра      | Технічний нокаут (рішення кутового)  | 1     | 5:00 | 29 квітня 2007    | Ріо-де-Жанейро, Бразилія        | «XFC: Brazil»        |                                                                                         |
| Перемога  | Едсун Сілва          | Технічний нокаут (рішення лікаря)    | 1     | 8:46 | 29 квітня 2007    | Ріо-де-Жанейро, Бразилія        | «XFC: Brazil»        |                                                                                         |
| Перемога  | Едуарду Майоріну     | Підкорення (удушення руками)         | 1     | 0:50 | 9 грудня 2006     | Сан-Бернарду-ду-Кампу, Бразилія | «Minotauro Fights 5» |                                                                                         |
| Перемога  | Жаїлсун Сілва Сантус | Нокаут (удар ногою)                  | 1     | 2:58 | 16 липня 2006     | Салвадор, Бразилія              | «Demo Fight 1»       |                                                                                         |